# Il grande Diabolik
Il grande Diabolik (spesso abbreviato in GDK) è una pubblicazione quadrimestrale della casa editrice Astorina avente come protagonista il personaggio di Diabolik.

## Caratteristiche
Il grande Diabolik ha un formato maggiore rispetto a quello delle tre testate "base" dedicate al personaggio: se Diabolik Inedito, Diabolik Ristampa e Diabolik Swisss hanno dimensioni di 12x17 cm e una foliazione di 128 pagine, GDK misura 15x20,5 cm e raccoglie 210 pagine. Ne escono due numeri all'anno, uno in primavera (indicativamente tra marzo e maggio) e l'altro d'estate (di solito alla metà di luglio); dal 2010 anche questa testata gode di una ristampa a colori, che esce nel mese di novembre e di formato addirittura maggiore (17x24cm), tradizionalmente (ma non ufficialmente) chiamato Il grandissimo Diabolik.
In genere ogni albo contiene una storia di Diabolik che conta di 196 pagine (salvo le eccezioni riportate di seguito): le dimensioni maggiori del giornale consentono la pubblicazione di un numero maggiore di vignette e dunque la creazione di storie di più ampio respiro rispetto a quelle tradizionali del personaggio. 
A partire dal 2019 il numero primaverile contiene invece tre storie: una principale di circa 170 pagine e due lunghe circa dieci tavole. Prima e dopo la storia sono inoltre presenti alcune pagine monografiche che trattano di argomenti toccati nel corso della trama, di personaggi in essa apparsi oppure del making of dell'avventura.

## Storia editoriale
L'idea per una nuova testata di Diabolik è stata avanzata nel 1996 da Patricia Martinelli, all'epoca direttore responsabile della Astorina. Il progetto editoriale nasceva in realtà da un'esigenza ben precisa: molti soggetti per le storie di Diabolik erano infatti penalizzati dal formato tradizionale della testata inedita, che ne impediva l'articolazione e l'approfondimento della trama.
Luciana Giussani fu inizialmente scettica circa l'accoglienza dei lettori nei riguardi di un progetto così sperimentale per gli standard della casa editrice; tuttavia diede il suo nulla osta e nel luglio 1997 uscì il primo numero del GDK: Un tesoro rosso sangue.
La testata ebbe un tale successo che andò esaurita dopo una sola settimana, rendendo necessaria un'immediata seconda edizione; Il grande Diabolik divenne quindi un appuntamento annuale; data la sua "irregolarità" nei canoni della Astorina, fu inoltre deciso di dargli un carattere "sperimentale". 
Un anno dopo il primo numero, per esempio, il soggettista Mario Gomboli decise di "ripescare" alcuni personaggi secondari apparsi nel passato di Diabolik ed Eva Kant: nacque così il secondo numero, dal titolo La vendetta ha la memoria lunga.
Nel 1999 fu la volta di Eva morirà tra sessanta secondi: al bianco e nero di base fu aggiunto un terzo colore (una tonalità di verde) per le scene ambientate nella realtà virtuale.
Nel 2000, nel GDK Diabolik e Ginko: tempesta di ricordi vengono clamorosamente riscritte le origini del rapporto tra il ladro mascherato e il suo nemico ispettore, rivelando alcuni episodi mai raccontati del loro passato.
Nel marzo 2003, in occasione dei quarant'anni di Eva Kant, viene pubblicato uno speciale Il grande Diabolik dal titolo Eva Kant: Quando Diabolik non c'era: si tratta della prima uscita primaverile della testata, che da allora verrà sempre dedicata al passato dei personaggi principali. Ai disegni di Emanuele Barison, già disegnatore ufficiale della testata, si affiancano dunque quelli di Giuseppe Palumbo, che hanno un tratto molto più dinamico rispetto a quello tradizionale e sono dunque più consoni a rappresentare le scene avvenute nel passato.
Dal 2010 (anno in cui viene anche avviata la ristampa) al 2013 il numero estivo del GDK viene pubblicato a colori, con delle storie concepite appositamente per la stampa cromatica e non semplicemente "ricolorate" come era accaduto per altre storie della serie.
Nel 2013 il numero primaverile non pubblica come di consueto una storia ambientata nel passato ma la prima storia di DK, "versione alternativa" di Diabolik; il numero estivo invece torna a essere in bianco e nero.
Nel 2019 avviene un'ingente revisione editoriale: lo speciale primaverile non ospita più una storia ambientata nel passato e disegnata da Palumbo (riservata invece allo speciale estivo), ma una storia inedita lunga 128 pagine e due più brevi disegnate da artiste "ospiti", tra le quali Silvia Ziche.

## Prezzo
| Prezzo           | Numeri         | Quantità |
| ---------------- | -------------- | -------- |
| ₤ 7.000          | 1              | 1        |
| ₤ 8.000          | 2 e 3          | 2        |
| ₤ 8.500 / € 4,39 | 4 e 5          | 2        |
| € 4,50           | dal 6 al 9     | 4        |
| € 4,70           | dal 10 al 13   | 4        |
| € 4,90           | dal 14 al 36   | 23       |
| € 5,40           | dal 37 al 45   | 9        |
| € 5,70           | dal 46 al 48   | 3        |
| € 6,50           | dal 49 ad oggi |          |

## Albi pubblicati
| N° (albo) | Titolo                                        | Data     | Ristampe/Note |
| --------- | --------------------------------------------- | -------- | --- |
| 1         | Un tesoro rosso sangue                        | 15/07/97 | - Collana Grandi Personaggi, 2002, Edizioni IF - Gli eroi del fumetto di Panorama N. 1, 2006, Mondadori - Il grandissimo Diabolik, 2010, Astorina (in formato gigante a colori) |
| 2         | La vendetta ha la memoria lunga               | 15/07/98 | - Una bimba di nome Bettina, Diabolik i classici, 2001, Astorina (parziale) - Diabolik - Gli anni della vendetta, SuperMiti n- 35, 2002, Mondadori (parziale) - Collana Grandi Personaggi, 2003, Edizioni IF - Gli eroi del fumetto di Panorama N. 2, 2006, Mondadori - Diatonik n. 1, 2009, Newton Spa - Un amico di nome Saverio, DIabolik i classici, 2016, Astorina (parziale) - Il grandissimo Diabolik, 2011, Astorina (in formato gigante a colori) |
| 3         | Eva morirà tra sessanta secondi               | 15/07/99 | - Collana Grandi Personaggi, 2004, Edizioni IF - Gli eroi del fumetto di Panorama N. 3, 2006, Mondadori - Diatonik n. 2, 2009, Newton Spa - Il grandissimo Diabolik, 2012, Astorina (in formato gigante a colori) |
| 4         | Diabolik e Ginko: Tempesta di ricordi         | 15/07/00 | - Gli eroi del fumetto di Panorama N. 4, 2006, Mondadori - Diatonik n. 3, 2009, Newton Spa - Il grandissimo Diabolik, 2013, Astorina (in formato gigante a colori) |
| 5         | Il nemico ritrovato                           | 15/07/01 | - Gli eroi del fumetto di Panorama N. 5, 2006, Mondadori - Diatonik n. 4, 2009, Newton Spa - Il grandissimo Diabolik, 2014, Astorina (in formato gigante a colori) |
| 6         | Matrimonio in nero                            | 15/07/02 | - Gli eroi del fumetto di Panorama N. 6, 2006, Mondadori - Diatonik n. 5, 2009, Newton Spa - Il grandissimo Diabolik, 2015, Astorina (in formato gigante a colori) - I segreti di Altea, 2019, Oscar Ink |
| 7         | Eva Kant: quando Diabolik non c'era           | 15/03/03 | - Eva Kant, I classici del fumetti di Repubblica n. 34, 2003, la Repubblica (parziale) - Eva Kant: quando Diabolik non c'era, 2004, Astorina - Gli eroi del fumetto di Panorama extra serie n. 3-4, 2007, Mondadori - Eva Kant: quando Diabolik non c'era, 2012, Magazzini Salani - Eva Kant: quando Diabolik non c'era, 2019, Oscar Ink - Il grandissimo Diabolik, 2023 Supp. 1, Astorina (in formato gigante con sfumature di colore blu)                |
| 8         | Per la testa di Diabolik                      | 15/07/03 | - Gli eroi del fumetto di Panorama n. 7, 2006, Mondadori - Diabolik Grande n. 10, 2013, Mondadori - Il grandissimo Diabolik, 2016, Astorina (in formato gigante a colori) |
| 9         | Il re del terrore: il remake                  | 15/04/04 | - Nota: è la ristampa del Volumi Strenna n. 1 del 2001, Astorina, con 13 pagine inedite - Ristampa: Il re del terrore: il remake, 2017, Oscar Ink - Ristampa: Il grandissimo Diabolik, 2022 Supp. 3, Astorina (in formato gigante con sfumature di colore blu e rosse) |
| 10        | L'ombra del giustiziere                       | 15/07/04 | - Gli eroi del fumetto di Panorama n. 8, 2006, Mondadori - Diabolik Grande n. 9, 2013, Mondadori - Il grandissimo Diabolik, 2017, Astorina (in formato gigante a colori) |
| 11        | Ginko: Prima di Diabolik                      | 15/03/05 | - Ginko: Prima di Diabolik, 2006, Astorina - Gli eroi del fumetto di Panorama extra serie n. 5-6, 2007, Mondadori - Ginko: Prima di Diabolik, 2012, Magazzini Salani - Ginko: Prima di Diabolik, 2019, Astorina |
| 12        | Quindici minuti per morire                    | 15/07/05 | - Gli eroi del fumetto di Panorama n. 9, 2006, Mondadori - Diabolik Grande n. 8, 2013, Mondadori - Il grandissimo Diabolik, 2018, Astorina (in formato gigante a colori) |
| 13        | Gli anni perduti nel sangue                   | 01/04/06 | - Gli eroi del fumetto di Panorama extra serie n. 7-8, 2007, Mondadori - Gli anni perduti nel sangue, 2012, Magazzini Salani |
| 14        | Il volto dell'odio                            | 15/07/06 | - Diabolik Grande n. 5, 2013, Mondadori - Il grandissimo Diabolik, 2019, Astorina (in formato gigante a colori) |
| 15        | I misteri di Vallenberg                       | 15/04/07 | - Altea. I misteri di Vallenberg, 2012, Magazzini Salani - I segreti di Altea, 2019, Oscar Ink |
| 16        | Diabolik contro Eva                           | 15/07/07 | - Diabolik Grande n. 1, 2013, Mondadori - Il grandissimo Diabolik, 2020, Astorina (in formato gigante a colori) |
| 17        | Eva Kant: gli occhi della pantera             | 15/04/08 | - |
| 18        | Un killer per Ginko                           | 15/07/08 | - Diabolik Grande n. 2, 2013, Mondadori - Il grandissimo Diabolik, 2021, Astorina (in formato gigante a colori) |
| 19        | Io sono Diabolik                              | 25/04/09 | - |
| 20        | Il tesoro di Diabolik                         | 15/07/09 | - Diabolik Grande n. 3, 2013, Mondadori - Il grandissimo Diabolik, 2022, Astorina (in formato gigante a colori) |
| 21        | L'ombra della luna                            | 03/04/10 | - Ricordando l'ombra della luna, 2016, Panini Comics (parziale) - Eva Kant: quando Diabolik non c'era, 2019, Oscar Ink - Ginko: Prima di Diabolik, 2019, Astorina - Il giovane Diabolik, 2020, Oscar Ink |
| 22        | Giù la maschera! (a colori)                   | 15/07/10 | - Diabolik Grande n. 4, 2013, Mondadori (in bianco e nero) - Il grandissimo Diabolik, 2023, Astorina (in formato gigante a colori) |
| 23        | Nei sotterranei di Clerville                  | 15/04/11 | - |
| 24        | Alla ricerca della stella di Ampur (a colori) | 15/07/11 | - Diabolik Grande n. 6, 2013, Mondadori (in bianco e nero) - Diabolik Magnum: Amore e morte, 2019, Astorina |
| 25        | L'arresto di Diabolik: il remake              | 30/04/12 | - L'arresto di Diabolik: il remake, 2015, Magazzini Salani - Eva Kant entra in scena, 2018, Oscar Ink |
| 26        | Il ritorno di Gustavo Garian (a colori)       | 15/07/12 | - Diabolik Grande n. 7, 2013, Mondadori (in bianco e nero) |
| 27        | DK - Io so chi non sono (a colori)            | 21/04/13 | - |
| 28        | Addio, mia amata complice                     | 15/07/13 | - |
| 29        | La vera storia dell'Isola di King             | 15/04/14 | - |
| 30        | Il tradimento di Bettina                      | 15/07/14 | - |
| 31        | La Colpa di Gustavo Garian                    | 15/04/15 | - |
| 32        | L'uomo che non conosceva Diabolik             | 15/07/15 | - |
| 33        | Destini incrociati                            | 01/05/16 | - |
| 34        | Effetti speciali                              | 15/07/16 | - |
| 35        | La maschera e il volto                        | 01/05/17 | - Il giovane Diabolik, 2020, Oscar Ink |
| 36        | Punto di rottura                              | 15/07/17 | - |
| 37        | La morte in pugno                             | 26/04/18 | - |
| 38        | Il sangue del nemico                          | 15/07/18 | - |

Nuova formula
| N° (albo) | Titolo                               | Data     | Storie |
| --------- | ------------------------------------ | -------- | --- |
| 39        | Un'amica in pericolo                 | 15/04/19 | - Un'amica in pericolo - La scelta - Il re dei ladri (parodia ufficiale) |
| 40        | Una vendetta in sospeso              | 15/07/19 | solo la storia che dà il titolo all'albo |
| 41        | Tutte le vite di un gatto            | 15/04/20 | - Tutte le vite di un gatto - Un altro io - Dietro il vetro |
| 42        | Eva Kant: Io sono Eva                | 25/07/20 | solo la storia che dà il titolo all'albo |
| 43        | Il diadema scomparso                 | 30/04/21 | - Il diadema scomparso - Uniti per sempre |
| 44        | Sepolto vivo: il remake              | 15/07/21 | solo la storia che dà il titolo all'albo |
| 45        | I quattro capi del mondo             | 30/04/22 | - I quattro capi del mondo - Ora X - Un piccolo contrattempo |
| 46        | L'ombra del passato                  | 20/07/22 | - L'ombra del passato - Una sola risorsa |
| 47        | All'ombra del patibolo               | 15/04/23 | - All'ombra del patibolo - A prova di furto - La maledizione del topazio nero - Prova d'esame - Non agitare prima dell'uso                                                                                          |
| 48        | King non deve sapere                 | 21/07/23 | - King non deve sapere - C'era una volta King: colpo doppio a Chow Lon (racconto scritto e illustrato, non a fumetti) - Vinca il migliore (pubblicato originariamente su Diabolik visto da lontano, 2020, Astorina) |
| 49        | Lo scettro della discordia           | 19/04/24 | - Lo scettro della discordia - Colpo su due ruote - L'ultima offerta |
| 50        | L'inafferrabile criminale: il remake | 19/07/24 | - L'inafferrabile criminale: il remake - Lama a doppio taglio - Colpo a Narni |
| 51        | Alla ricerca della Stella di Ampur   | 01/11/24 | - Alla ricerca della Stella di Ampur (ristampa in formato gigante e a colori dell'omonimo albo originariamente uscito nel luglio 2011)                                                                              |
| 52        | Il ruggito della pantera             | 30/04/25 | - Il ruggito della pantera - Ritorno a Puerto Blanco - Cinquanta carati |
| 53        | La spada di Damocle                  | 19/07/25 | - La spada di Damocle - Entrare nella parte - Il tesoro nel vetro |

## Retcon
I volumi de Il grande Diabolik sono noti per alcune retcon sulla serie di Diabolik: spesso le trame originali di albi "storici" di Diabolik sono state riviste aggiungendo o sottraendo elementi atti agli scopi narrativi, o addirittura ne sono state date interpretazioni completamente diverse.
In genere gli autori spiegano le motivazioni dei cambiamenti apportati negli articoli che corredano la storia; tuttavia molto spesso le retcon sono state viste dai fan come incongruenze o addirittura tradimenti.
Ecco alcune retcon presenti negli albi del Grande Diabolik:
| Albo                                | Incoerenze |
| ----------------------------------- | --- |
| Eva Kant: Quando Diabolik non c'era | La storia di Eva Kant è stata estesa e (in parte) cambiata da quella da lei raccontata negli albi L'arresto di Diabolik e Ricordo del passato; in particolare sono stati rivisti i suoi rapporti con la famiglia Kant in generale e con Lord Anthony, suo marito in particolare. Anche le modalità della morte di quest'ultimo sono state cambiate (nel terzo numero era lasciata in dubbio la colpevolezza di lei, nel GDK viene completamente e categoricamente smentita).      |
| Gli anni perduti nel sangue         | Al contrario di quanto rivelato in Diabolik, chi sei?, le maschere di Diabolik non erano inizialmente così perfette e il criminale ha affinato le sue capacità apprese sull'Isola di King in Oriente, grazie al maestro Ronin. |
| Io Sono Diabolik                    | In alcuni albi si fa riferimento a un aereo precipitato per mano di Diabolik nei primi anni della sua attività, che poi avrebbe contribuito ad alimentarne il mito a Clerville; in questo GDK viene rivelato che in realtà non è stato lui a compiere questo gesto ma Natasha, una boss malavitosa con la quale Diabolik ha avuto una relazione amorosa. |
| L'Ombra della Luna                  | In Diabolik, chi sei? sembrava che Diabolik venisse a conoscenza della pantera nera da cui prende il nome in occasione del suo primo ingresso nell'ufficio del suo mentore King, e sembra che lui l'abbia uccisa molti anni prima dell'arrivo di Diabolik; in questo albo viene specificato che la pantera era viva quando lui era ancora un ragazzino, e che i due si erano persino incontrati poco prima che King la ammazzasse.                                                |
| L'arresto di Diabolik - il remake   | In questo speciale viene svelato che quello narrato nell'originale terzo numero non sia in effetti il primo incontro tra Diabolik ed Eva Kant: i due si erano incontrati poco dopo l'arrivo della donna a Clerville, quando lui, mascherato da Ginko, la aveva avvicinata in cerca di informazioni. Questo albo rende dunque canonico l'episodio narrato in un albetto promozionale del 2009, dal titolo A prima vista, e verrà ripreso anche nel film tratto dal terzo episodio. |